# Judy Stewart
Judith Leona Stewart (conocida como Judy Stewart; 14 de agosto de 1944) es una deportista canadiense que compitió en saltos de trampolín. Ganó una medalla de plata en los Juegos Panamericanos de 1963, en la prueba individual.

## Palmarés internacional
| Juegos Panamericanos | Juegos Panamericanos | Juegos Panamericanos | Juegos Panamericanos |
| Año                  | Lugar                | Medalla              | Prueba               |
| -------------------- | -------------------- | -------------------- | -------------------- |
| 1963                 | São Paulo (Brasil)   | Medalla de plata     | Trampolín 3 m        |